# 6e législature de la Saskatchewan
La 6e législature de la Saskatchewan est élue lors des élections générales de juin 1925. L'Assemblée siège du 3 décembre 1925 au 11 mai 1929. Le parti libéral est au pouvoir avec Charles Avery Dunning à titre de premier ministre. Lorsque Dunning se présente sur la scène fédérale en 1926, James Garfield Gardiner le remplace.
Le rôle de chef de l'opposition officielle est partagé entre James Thomas Milton Alexander et Charles Tran, respectivement chef du parti conservateur et chef du parti progressiste (en).
Walter George Robinson (en) sert comme président de l'Assemblée durant la législature. George Adam Scott le remplace comme président.

## Membres du parlement
Les membres du parlement suivants sont élus à la suite de l'élection de 1925:
|  | Circonscription électorale | Membre                       | Parti                |
|  | -------------------------- | ---------------------------- | -------------------- |
|  | Arm River                  | George Adam Scott            | Libéral              |
|  | Bengough                   | Thomas Evan Gamble           | Libéral              |
|  | Biggar                     | Robert Pelham Hassard        | Libéral              |
|  | Cannington                 | Albert Edward Steele         | Libéral              |
|  | Canora                     | Joseph Albert McClure        | Progressiste (en)    |
|  | Cumberland                 | Deakin Alexander Hall        | Libéral              |
|  | Cut Knife                  | William Hamilton Dodds       | Libéral              |
|  | Cypress                    | Henry Theodore Halvorson     | Libéral              |
|  | Elrose                     | Wilbert Hagarty              | Libéral              |
|  | Estevan                    | James Forbes Creighton       | Indépendant          |
|  | Francis                    | Walter George Robinson       | Libéral              |
|  | Gravelbourg                | Benjamin Franklin McGregor   | Libéral              |
|  | Hanley                     | Reginald Stipe               | Progressiste (en)    |
|  | Happyland                  | John Joseph Keelan           | Libéral              |
|  | Humboldt                   | Henry Mathies Therres        | Indépendant libéral  |
|  | Île-à-la-Crosse            | Joseph Octave Nolin          | Libéral              |
|  | Jack Fish Lake             | Donald M. Finlayson          | Libéral              |
|  | Kerrobert                  | John Albert Dowd             | Libéral              |
|  | Kindersley                 | Ebenezer Samuel Whatley      | Progressiste (en)    |
|  | Kinistino                  | Charles McIntosh             | Libéral              |
|  | Last Mountain              | Samuel John Latta            | Libéral              |
|  | Lloydminster               | Robert James Gordon          | Libéral              |
|  | Lumsden                    | Hugh Kerr Miller             | Libéral              |
|  | Maple Creek                | Peter Lawrence Hyde          | Libéral              |
|  | Melfort                    | Olin Drake Hill              | Libéral              |
|  | Milestone                  | Frederick Birthall Lewis     | Libéral              |
|  | Moose Jaw City             | William George Baker         | Libéral-travailliste |
|  | Moose Jaw City             | William Erskine Knowles      | Libéral              |
|  | Moose Jaw County           | Charles Avery Dunning        | Libéral              |
|  | Moosomin                   | John Louis Salkeld           | Indépendant          |
|  | Morse                      | William Paris MacLachlan     | Libéral              |
|  | North Qu'Appelle           | James Garfield Gardiner      | Libéral              |
|  | Notukeu                    | George Spence                | Libéral              |
|  | Pelly                      | Charles Tran                 | Progressiste (en)    |
|  | Pheasant Hills             | James Arthur Smith           | Libéral              |
|  | Pipestone                  | William John Patterson       | Libéral              |
|  | Prince Albert              | Thomas Clayton Davis         | Libéral              |
|  | Redberry                   | George Cockburn              | Progressiste (en)    |
|  | Regina City                | Donald Alexander McNiven     | Libéral              |
|  | Regina City                | Murdoch Alexander MacPherson | Conservateur         |
|  | Rosetown                   | John Andrew Wilson           | Libéral              |
|  | Rosthern                   | John Michael Uhrich          | Libéral              |
|  | Saltcoats                  | George William Sahlmark      | Libéral              |
|  | Saskatoon City             | Archibald Peter McNab        | Libéral              |
|  | Saskatoon City             | James Thomas Milton Anderson | Conservateur         |
|  | Saskatoon County           | Charles Agar                 | Progressiste (en)    |
|  | Shellbrook                 | Edgar Sidney Clinch          | Libéral              |
|  | Souris                     | Jesse Pichard Tripp          | Libéral              |
|  | South Qu'Appelle           | Anton Huck                   | Libéral              |
|  | Swift Current              | David John Sykes             | Libéral              |
|  | The Battlefords            | Allan Demetrius Pickel       | Libéral              |
|  | Thunder Creek              | Robert Scott Donaldson       | Libéral              |
|  | Tisdale                    | Walter Clutterbuck Buckle    | Conservateur         |
|  | Touchwood                  | John Mason Parker            | Libéral              |
|  | Turtleford                 | Archibald B. Gemmell         | Libéral              |
|  | Vonda                      | James Hogan                  | Libéral              |
|  | Wadena                     | William Henry McKinnon       | Libéral              |
|  | Weyburn                    | Charles McGill Hamilton      | Libéral              |
|  | Wilkie                     | Robert Erie Nay              | Libéral              |
|  | Willow Bunch               | Abel James Hindle            | Libéral              |
|  | Wolseley                   | Thomas McAfee                | Libéral              |
|  | Wynyard                    | Wilhelm Hans Paulson         | Libéral              |
|  | Yorkton                    | Thomas Henry Garry           | Libéral              |

Notes:
1. 1 2  Élection tenue le 21 juillet 1925

## Représentation
| Parti                    | Parti                            | Membres |
|                          | Libéral                          | 50      |
|                          | Progressiste (en)                | 6       |
|                          | Conservateur                     | 3       |
|                          | Indépendant                      | 2       |
|                          | Indépendant libéral-travailliste | 1       |
|                          | Indépendant libéral              | 1       |
| Total                    | Total                            | 63      |
| Gouvernement majoritaire | Gouvernement majoritaire         | 37      |

Notes: 

## Élections partielles
Des élections partielles peuvent être tenues pour remplacer un membre pour diverses raisons:
| Circonscription  | Député élu              | Parti        | Date de scrutin   | Motif                                                                         |
| ---------------- | ----------------------- | ------------ | ----------------- | ----------------------------------------------------------------------------- |
| Willow Bunch     | James Albert Cross      | Libéral      | 31 août 1925      | A Hindle démissionne pour permettre à Cross de faire son entrée à l'Assemblée |
| Pipestone        | William John Patterson  | Libéral      | 18 mars 1926      | WJ Patterson se présente à une réélection après sa nomination au cabinet      |
| Prince Albert    | Thomas Clayton Davis    | Libéral      | 18 mars 1926      | TC Davis se présente à une réélection après sa nomination au cabinet          |
| Île-à-la-Crosse  | A. Jules Marion         | Libéral      | 26 avril 1926     | JO Nolin meurt en fonction en décembre 1925                                   |
| Moose Jaw County | Thomas Waddell          | Libéral      | 25 mai 1926       | CA Dunning se présente en politique fédérale                                  |
| Notukeu          | Alexander Lothian Grant | Libéral      | 1er juin 1926     | G Spence se présente en politique fédérale                                    |
| Kerrobert        | Donald Laing            | Libéral      | 9 novembre 1926   | JA Dowd démissionne                                                           |
| Saskatoon City   | Howard McConnell        | Conservateur | 21 janvier 1927   | AP McNab accepte une nomination dans un gouvernement local                    |
| Moose Jaw City   | William Gladstone Ross  | Libéral      | 17 mai 1927       | WE Knowles nommé à la barre                                                   |
| Morse            | Duncan Morris Robertson | Libéral      | 15 août 1927      | WP MacLachlan meurt en fonction                                               |
| Maple Creek      | George Spence           | Libéral      | 1er décembre 1927 | PL Hyde démissionne                                                           |
| Arm River        | Thomas Frederick Waugh  | Libéral      | 25 octobre 1928   | GA Scott démissionne pour devenir inspecteur des impôts                       |

Notes: 